# مبانی علمی پرورش درختان میوه
مبانی علمی پرورش درختان میوه کتابی از عباس علی منیعی است که در سال ۱۳۶۹ منتشر و در مراسم کتاب سال جمهوری اسلامی ایران به‌عنوان کتاب برگزیده معرفی شد.